# 寿昌公主 (后梁)
寿昌公主（?—?），后梁公主，是中国五代十国后梁末帝朱友贞第二女。
她的姑母安阳公主、金华公主嫁给魏博节度使罗绍威的大儿子罗廷规。大姐在乾化三年（913年）四月初五日封寿春公主，贞明元年（915年）九月廿三日被父亲封为寿昌公主。史书没有记载寿昌公主是否下嫁。